# مقاطعة تيوغا (نيويورك)
مقاطعة تيوغا (بالإنجليزية: Tioga County)‏ هي إحدى المقاطعات في ولاية نيويورك في الولايات المتحدة الأمريكية.